# Francisco Vallejo Pons
Francisco Vallejo Pons (nascido em 21 de agosto de 1982, em Es Castell, Minorca) é um Grande Mestre de xadrez espanhol. Ele foi um prodígio de xadrez, tendo obtido o título de Grande Mestre aos 16 anos e 9 meses de idade, tornando-se, à data, o 20.º jogador de xadrez mais jovem da história a se tornar um Grande Mestre. Ele venceu o Campeonato Mundial de Xadrez Juvenil, em 2000.